# Blanowice
Blanowice – dzielnica Zawiercia.
Blanowice to miejscowość o rodowodzie prehistorycznym. Na ich terenie znaleziono wiele pamiątek świadczących o wczesnym osadnictwie.
W dokumentach wymieniane były takie nazwy tej miejscowości jak Vilanowicz, Bilanovicz czy Bilawnycze. Jest to nazwa patronimiczna od nazwy osobowej Bilan.
Pierwsza wzmianka o wsi Bilanowice pochodzi z roku 1384 – wiadomo o niej tyle, że była własnością Krzywonosa z Czarnej Poręby. W roku 1403 sprzedał on ją wraz z Czarną Porębą rodzinie Pileckich z Pilicy. Od roku 1431 w Blanowicach czynna była kuźnica żelaza zwana Bilanowską. Blanowice w 1490 należały do powiatu krakowskiego, a w 1508 do powiatu lelowskiego. Później wieś była własnością Padniewskich, Zbaraskich, Warszyckich i Westów. W latach 1818–1824 na terenie Blanowic eksploatowano złoża węgla brunatnego. Na początku XIX w. w Blanowicach istniała kopalnia „Blanowice”, która jest uważana za najstarszą kopalnię węgla w rejonie zawierciańskim.
Miejscowość należała do gminy i parafii Kromołów. W 1827 roku znajdowały się w niej 34 domy i 355 mieszkańców. Miejscowość posiadała cegielnię i młyn wodny.
W 1885 roku Blanowice wraz z Kromołowem i Zawierciem Małym zostają wyłączone z powiatu olkuskiego guberni kieleckiej i włączone do powiatu będzińskiego guberni piotrkowskiej. W latach 1954–1972 wieś należała i była siedzibą władz gromady Blanowice. Od 1973 r. w gminie Kromołów. W roku 1965 przyłączono do Zawiercia część Blanowic (Ręby), a w 1977 pozostałą część wsi.
Dzielnica Zawiercia jest położona w dolince (odchodzi z niej kilka wąwozów porośniętych trawą) i na wzniesieniu kuesty jurajskiej (roztacza się z niej panorama Zawiercia i okolic). Na stoku kuesty, za kilkoma cegielniami i ich wyrobiskami gliny, stoi wapiennik.
W dzielnicy Blanowice znajduje się sezonowy basen kąpielowy.